# Lijst van voetbalinterlands Denemarken - Wales
Deze lijst van voetbalinterlands is een overzicht van alle officiële voetbalwedstrijden tussen de nationale teams van Denemarken en Wales. De landen speelden tot op heden elf keer tegen elkaar. De eerste ontmoeting, een kwalificatiewedstrijd voor het Wereldkampioenschap voetbal 1966, werd gespeeld in Kopenhagen op 21 oktober 1964. Het laatste duel, een achtste finale tijdens het Europees kampioenschap voetbal 2020, vond plaats op 26 juni 2021 in Amsterdam (Nederland).

## Wedstrijden
| №  | Plaats     | Datum             | Competitie                  | Wedstrijd          | Uitslag |
| -- | ---------- | ----------------- | --------------------------- | ------------------ | ------- |
| 1  | Kopenhagen | 21 oktober 1964   | WK 1966 kwalificatie        | Denemarken – Wales | 1 – 0   |
| 2  | Wrexham    | 1 december 1965   | WK 1966 kwalificatie        | Wales – Denemarken | 4 – 2   |
| 3  | Cardiff    | 9 september 1987  | EK 1988 kwalificatie        | Wales – Denemarken | 1 – 0   |
| 4  | Kopenhagen | 14 oktober 1987   | EK 1988 kwalificatie        | Denemarken – Wales | 1 – 0   |
| 5  | Kopenhagen | 11 september 1990 | Vriendschappelijk           | Denemarken – Wales | 1 – 0   |
| 6  | Kopenhagen | 10 oktober 1998   | EK 2000 kwalificatie        | Denemarken – Wales | 1 – 2   |
| 7  | Liverpool  | 9 juni 1999       | EK 2000 kwalificatie        | Wales – Denemarken | 0 – 2   |
| 8  | Kopenhagen | 19 november 2008  | Vriendschappelijk           | Denemarken – Wales | 0 – 1   |
| 9  | Aarhus     | 9 september 2018  | UEFA Nations League 2018/19 | Denemarken – Wales | 2 – 0   |
| 10 | Cardiff    | 16 november 2018  | UEFA Nations League 2018/19 | Wales – Denemarken | 1 − 2   |
| 11 | Amsterdam  | 26 juni 2021      | EK 2020                     | Wales – Denemarken | 0 − 4   |

## Samenvatting
| Competitie          | Totaal gespeeld | Winst Denemarken | Gelijk | Winst Wales | Doelsaldo Denemarken – Wales |
| ------------------- | --------------- | ---------------- | ------ | ----------- | ---------------------------- |
| WK-kwalificatie     | 2               | 1                | 0      | 1           | 3 − 4                        |
| EK-eindronde        | 1               | 1                | 0      | 0           | 4 − 0                        |
| EK-kwalificatie     | 4               | 2                | 0      | 2           | 4 − 3                        |
| UEFA Nations League | 2               | 2                | 0      | 0           | 4 − 1                        |
| Vriendschappelijk   | 2               | 1                | 0      | 1           | 1 − 1                        |
| Totaal              | 11              | 7                | 0      | 4           | 16 − 9                       |

Wedstrijden bepaald door strafschoppen worden, in lijn met de FIFA, als een gelijkspel gerekend.

## Details

### Derde ontmoeting
| EK 1988 kwalificatie (Cardiff, Wales, 9 september 1987): |              | |
| Wales | 1 – 0        | Denemarken |
| Mark Hughes 19' | goals        | |
| Mike England | bondscoach   | Sepp Piontek |
| Neville Southall Neil Slatter Clayton Blackmore Kevin Ratcliffe Pat van den Hauwe David Phillips Robbie James 88' Peter Nicholas Andy Jones Mark Hughes Glyn Hodges 73' | opstellingen | Troels Rasmussen John Sivebæk Morten Olsen Ivan Nielsen Kent Nielsen Søren Lerby Jens Jørn Bertelsen Klaus Berggreen 46' Michael Laudrup 69' Flemming Povlsen Preben Elkjær Larsen |
| Mark Aizlewood 73' Barry Horne 88' | wissels      | 46' John Jensen 69' Claus Nielsen |
| David Phillips ??' Robbie James ??' | gele kaarten | |
| - Debuut van Barry Horne (Portsmouth) voor Wales. |              | |

### Vierde ontmoeting
| EK 1988 kwalificatie (Kopenhagen, Denemarken, 14 oktober 1987):                                                                                                   |              | |
| Denemarken | 1 – 0        | Wales |
| Preben Elkjær Larsen 49' | goals        | |
| Sepp Piontek | bondscoach   | Mike England |
| Troels Rasmussen Jan Heintze 46' Morten Olsen Ivan Nielsen John Sivebæk Søren Lerby John Jensen Jesper Olsen Per Frimann Michael Laudrup 85' Preben Elkjær Larsen | opstellingen | Eddie Niedzwiecki Neil Slatter Clayton Blackmore Kevin Ratcliffe Pat van den Hauwe David Phillips 73' Robbie James Peter Nicholas Ian Rush Mark Hughes 65' Kenny Jackett |
| Flemming Povlsen 46' Lars Olsen 85' | wissels      | 65' Glyn Hodges 73' Andy Jones |
| | gele kaarten | ??' Robbie James ??' Mark Hughes |

### Vijfde ontmoeting
| Vriendschappelijk (Kopenhagen, Denemarken, 11 september 1990): |              | |
| Denemarken | 1 – 0        | Wales |
| Brian Laudrup 64' | goals        | |
| Richard Møller Nielsen | bondscoach   | Terry Yorath |
| Peter Schmeichel John Sivebæk Kent Nielsen Lars Olsen Henrik Andersen John Larsen Jan Bartram 75' Kim Vilfort Flemming Povlsen Bent Christensen 46' Brian Laudrup | opstellingen | Neville Southall David Phillips Paul Bodin Mark Aizlewood Eric Young Kevin Ratcliffe Dean Saunders Barry Horne Ian Rush Mark Hughes 70' Gary Speed |
| Jan Mølby 46' Jesper Olsen 75' | wissels      | 70' Peter Nicholas |

### Zesde ontmoeting
| EK 2000 kwalificatie (Kopenhagen, Denemarken, 10 oktober 1998):                                                                                            |              | |
| Denemarken | 1 – 2        | Wales |
| Søren Frederiksen 58' | goals        | 59' Adrian Williams 86' Craig Bellamy |
| Bo Johansson | bondscoach   | Bobby Gould |
| Mogens Krogh Marc Rieper Jes Høgh Jan Heintze Thomas Helveg Brian Nielsen Per Frandsen 76' Søren Frederiksen Martin Jørgensen Ole Tobiasen Mikkel Beck 66' | opstellingen | Paul Jones Robbie Savage Darren Barnard Kit Symons Adrian Williams Chris Coleman 54' Andy Johnson Gary Speed 80' Dean Saunders 69' Nathan Blake Mark Hughes |
| Ebbe Sand 66' Thomas Gravesen 76' | wissels      | 54' Mark Pembridge 69' Craig Bellamy 80' John Robinson |
| | gele kaarten | 24' Robbie Savage 43' Gary Speed |

### Zevende ontmoeting
| EK 2000 kwalificatie (Liverpool, Engeland, 9 juni 1999):                                                                                                   |              | |
| Wales | 0 – 2        | Denemarken |
| | goals        | 84' Jon Dahl Tomasson 89' (pen.) Stig Tøfting |
| Neville Southall (interim) | bondscoach   | Bo Johansson |
| Paul Jones Steve Jenkins Darren Barnard 90' John Robinson 86' Andy Melville Chris Coleman Gary Speed Dean Saunders John Hartson 87' Mark Hughes Ryan Giggs | opstellingen | Peter Schmeichel Søren Colding René Henriksen Jes Høgh Jan Heintze Bjarne Goldbaek 81' Allan Nielsen Jesper Grønkjær 71' Miklos Molnar 89' Martin Jørgensen Ebbe Sand |
| Mark Pembridge 86' Craig Bellamy 87' Andy Legg 90' | wissels      | 71' Jon Dahl Tomasson 81' Stig Tøfting 89' Per Frandsen |
| John Hartson 30' | gele kaarten | |
| - 72ste en laatste interland van aanvaller Mark Hughes voor Wales.                                                                                         |              | |

### Achtste ontmoeting
| Vriendschappelijk (Brøndby, Denemarken, 19 november 2008): |       |                   |
| Denemarken                                                 | 0 – 1 | Wales             |
|                                                            | goals | 77' Craig Bellamy |

DBU · A-internationals · Selecties · Bondscoaches · Deens vrouwenelftal · Olympisch elftal · Denemarken U21 · Denemarken U20 · Denemarken U19 · Denemarken U18 · Denemarken U17 · Denemarken U16 · Vrouwen U17
1908 – 1919 ·
1920 – 1929 ·
1930 – 1939 ·
1940 – 1949 ·
1950 – 1959 ·
1960 – 1969 ·
1970 – 1979 ·
1980 – 1989 ·
1990 – 1999 ·
2000 – 2009 ·
2010 – 2019 ·
2020 − 2029
EK's: 1964 · 
1984 · 
1988 · 
1992 · 
1996 · 
2000 · 
2004 · 
2012 · 
2020 · 
2024
WK's: 1986 · 
1998 · 
2002 · 
2010 · 
2018 · 
2022
OS: 1908 · 
1912 · 
1920 · 
1948 · 
1952 · 
1960 · 
1972 · 
1992 · 
2016
1908 · 
1909 · 
1910 · 
1911 · 
1912 · 
1913 · 
1914 · 
1915 · 
1916 · 
1917 · 
1918 · 
1919 · 
1920 · 
1921 · 
1922 · 
1923 · 
1924 · 
1925 · 
1926 · 
1927 · 
1928 · 
1929 · 
1930 · 
1931 · 
1932 · 
1933 · 
1934 · 
1935 · 
1936 · 
1937 · 
1938 · 
1939 · 
1940 · 
1941 · 
1942 · 
1943 · 
1944 · 
1946 · 
1947 · 
1948 · 
1949 · 
1950 · 
1952 · 
1952 · 
1953 · 
1954 · 
1955 · 
1956 · 
1957 · 
1958 · 
1959 · 
1960 · 
1961 · 
1962 · 
1963 · 
1964 · 
1965 · 
1966 · 
1967 · 
1968 · 
1969 · 
1970 · 
1971 · 
1972 · 
1973 · 
1974 · 
1975 · 
1976 · 
1977 · 
1978 · 
1979 · 
1980 · 
1981 · 
1982 · 
1983 · 
1984 · 
1985 · 
1986 · 
1987 · 
1988 · 
1989 · 
1990 ·
1991 · 
1992 · 
1993 · 
1994 · 
1995 · 
1996 · 
1997 · 
1998 · 
1999 · 
2000 · 
2001 · 
2002 · 
2003 · 
2004 · 
2005 · 
2006 · 
2007 · 
2008 · 
2009 · 
2010 · 
2011 · 
2012 · 
2013 · 
2014 · 
2015 · 
2016 · 
2017 · 
2018 ·
2019 ·
2020 ·
2021 ·
2022 ·
2023
Albanië ·
Algerije ·
Argentinië ·
Armenië ·
Australië ·
België ·
Bermuda ·
Bosnië en Herzegovina · 
Brazilië ·
Bulgarije ·
Canada ·
Chili ·
Cyprus ·
DDR ·
Duitsland ·
Ecuador ·
Egypte ·
Engeland ·
Estland ·
Faeröer · 
Finland · 
Frankrijk ·
Gambia ·
Georgië ·
Ghana ·
Gibraltar ·
GOS ·
Griekenland ·
Honduras ·
Hongarije ·
Hongkong ·
Ierland ·
IJsland ·
Indonesië ·
Iran ·
Israël ·
Italië ·
Japan ·
Joegoslavië ·
Kameroen ·
Kazachstan ·
Kosovo · 
Kroatië · 
Letland ·
Liechtenstein ·
Litouwen ·
Luxemburg ·
Malta ·
Marokko ·
Mexico ·
Moldavië · 
Montenegro · 
Nederland ·
Nederlandse Antillen ·
Nigeria ·
Noord-Ierland ·
Noord-Macedonië ·
Noorwegen ·
Oekraïne ·
Oostenrijk ·
Panama ·
Paraguay ·
Peru ·
Polen ·
Portugal ·
Roemenië ·
Rusland ·
San Marino ·
Saoedi-Arabië ·
Schotland ·
Senegal ·
Servië ·
Singapore ·
Slovenië ·
Slowakije ·
Sovjet-Unie ·
Spanje ·
Suriname ·
Thailand ·
Togo · 
Tsjechië ·
Tsjecho-Slowakije ·
Tunesië · 
Turkije · 
Uruguay ·
Verenigde Arabische Emiraten ·
Verenigde Staten ·
Wales ·
Wit-Rusland ·
Zuid-Afrika ·
Zuid-Korea ·
Zweden ·
Zwitserland
Argentinië (1995) · 
Australië (2018) ·
Australië (2022) · 
België (2021) · 
Duitsland (1992) · 
Duitsland (2012) · 
Engeland (2021) · 
Finland (2021) · 
Frankrijk (2002) · 
Frankrijk (2018) · 
Japan (2010) · 
Kameroen (2010) · 
Kroatië (2018) · 
Nederland (2010) · 
Nederland (2012) · 
Peru (2018) · 
Portugal (2012) · 
Rusland (2021) · 
Senegal (2002) · 
Tsjechië (2021) · 
Uruguay (2002) · 
Wales (2021)
FAW · A-internationals · Bondscoaches · Statistieken · Welsh vrouwenelftal · Brits olympisch elftal · Wales U21 · Wales U20 · Wales U19 · Wales U18 · Wales U17 · Wales U16
1876 – 1899 ·
1900 – 1919 ·
1920 – 1929 ·
1930 – 1939 ·
1940 – 1949 ·
1950 – 1959 ·
1960 – 1969 ·
1970 – 1979 ·
1980 – 1989 ·
1990 – 1999 ·
2000 – 2009 ·
2010 – 2019 ·
2020 − 2029
EK 2016 · 
EK 2020
WK 1958
1876 · 
1877 · 
1878 · 
1879 · 
1880 · 
1881 · 
1882 · 
1883 · 
1884 · 
1885 · 
1886 · 
1887 · 
1888 · 
1889 · 
1890 · 
1891 · 
1892 · 
1893 · 
1894 · 
1895 · 
1896 · 
1897 · 
1898 · 
1899 · 
1900 · 
1901 · 
1902 · 
1903 · 
1904 · 
1905 · 
1906 · 
1907 · 
1908 · 
1909 · 
1910 · 
1911 · 
1912 · 
1913 · 
1914 · 
1915 · 1916 · 1917 · 1918 · 1919 · 
1920 · 
1921 · 
1922 · 
1923 · 
1924 · 
1925 · 
1926 · 
1927 · 
1928 · 
1929 · 
1930 · 
1931 · 
1932 · 
1933 · 
1934 · 
1935 · 
1936 · 
1937 · 
1938 · 
1939 · 
1940 · 1941 · 1942 · 1943 · 1944 · 1945 · 
1946 · 
1947 · 
1948 · 
1949 · 
1950 · 
1952 · 
1952 · 
1953 · 
1954 · 
1955 · 
1956 · 
1957 · 
1958 · 
1959 · 
1960 · 
1961 · 
1962 · 
1963 · 
1964 · 
1965 · 
1966 · 
1967 · 
1968 · 
1969 · 
1970 · 
1971 · 
1972 · 
1973 · 
1974 · 
1975 · 
1976 · 
1977 · 
1978 · 
1979 · 
1980 · 
1981 · 
1982 · 
1983 · 
1984 · 
1985 · 
1986 · 
1987 · 
1988 · 
1989 · 
1990 · 
1991 · 
1992 · 
1993 · 
1994 · 
1995 · 
1996 · 
1997 · 
1998 · 
1999 · 
2000 · 
2001 · 
2002 · 
2003 · 
2004 · 
2005 · 
2006 · 
2007 · 
2008 · 
2009 · 
2010 · 
2011 · 
2012 · 
2013 · 
2014 · 
2015 · 
2016 · 
2017 ·
2018 ·
2019 ·
2020 ·
2021 ·
2022 ·
2023
Albanië ·
Andorra ·
Argentinië ·
Armenië ·
Australië ·
Azerbeidzjan ·
België ·
Bosnië en Herzegovina ·
Brazilië ·
Bulgarije ·
Canada ·
Chili ·
China ·
Costa Rica ·
Cyprus ·
DDR ·
Denemarken ·
Duitsland ·
Engeland ·
Estland ·
Faeröer ·
Finland ·
Frankrijk ·
Georgië ·
Gibraltar ·
Griekenland ·
Hongarije ·
Ierland ·
IJsland ·
Iran ·
Israël ·
Italië ·
Jamaica ·
Japan ·
Joegoslavië ·
Kazachstan ·
Koeweit ·
Kroatië ·
Letland ·
Liechtenstein ·
Luxemburg ·
Malta ·
Mexico ·
Moldavië ·
Montenegro ·
Nederland ·
Nieuw-Zeeland ·
Noord-Ierland ·
Noord-Macedonië ·
Noorwegen ·
Oekraïne ·
Oostenrijk ·
Panama ·
Paraguay ·
Polen ·
Portugal · 
Qatar ·
Roemenië ·
Rusland ·
San Marino ·
Saoedi-Arabië ·
Schotland ·
Servië ·
Servië en Montenegro ·
Slovenië ·
Slowakije ·
Sovjet-Unie ·
Spanje ·
Trinidad & Tobago ·
Tsjechië ·
Tsjecho-Slowakije ·
Tunesië ·
Turkije ·
Uruguay ·
Verenigde Staten ·
Wit-Rusland ·
Zuid-Korea ·
Zweden ·
Zwitserland
Engeland (2016) · 
Denemarken (2021) · 
Italië (2021) · 
Rusland (2016) ·
Slowakije (2016) · 
Turkije (2021) · 
Zwitserland (2021)